# Lithophragma parviflorum
Lithophragma parviflorum là một loài thực vật có hoa trong họ Saxifragaceae. Loài này được (Hook.) Nutt. miêu tả khoa học đầu tiên năm 1840.